# Maʿamadot
Ma'amadot, auch Maamadot (aus dem Hebräischen übersetzt: Standsmannschaften), amad = (vor Gott) stehen, waren (priesterliche) Tempeldiener, die Dritte vertraten, die an Feiertagen nicht persönlich in Jerusalem Opfer bringen konnten. Der Begriff amad verweist darauf, dass grundsätzlich „das ganze Volk“ an Feiertagen nach Jerusalem zu pilgern habe, um Opfer zu erbringen. Da das de facto nie möglich war, wurde es ab der Zeit des Zweiten Tempels Brauch, dass das Volk sich durch die am Tempeldienst Beteiligten in reihum wechselnden Gruppen (insgesamt 24 Dienstgruppen) vertreten ließ. Alle übrigen Gläubigen versammelten sich in den jeweiligen heimatlichen Synagogen zum Gebet. Es wird vermutet, dass die frommen Abgeordneten der Gemeinden neben der Teilnahme am Opfer auch Fürbitten in die Gebete mit aufgenommen haben.